# W. S. Holland

W. S. Holland, 2013

W. S. „Fluke“ Holland (* 22. April 1935 in Saltillo, Tennessee; † 23. September 2020 in Jackson, Tennessee) war ein US-amerikanischer Schlagzeuger und Mitglied der Begleitband des Country-Musikers Johnny Cash, den Tennessee Three.

## Karriere
Die Musikkarriere Hollands begann 1954 beim Plattenlabel Sun Records als Schlagzeuger des Country-Musikers Carl Perkins. Er spielte bei jeder Veröffentlichung von Perkins bei Sun Records das Schlagzeug, so auch bei Perkins’ Hit Blue Suede Shoes. Holland tourte in den 1950er Jahren mit Musikern wie Elvis Presley, Roy Orbison oder Jerry Lee Lewis.
1960 wurde Holland neben Gitarrist Luther Perkins und Bassist Marshall Grant das dritte Mitglied der Begleitband von Johnny Cash, den Tennessee Two, die sich von diesem Zeitpunkt an Tennessee Three nannten.
Johnny Cash soll zu Holland gesagt haben: „I want you to work with me every show I play for as long as I’m in the business“ (etwa „Ich will, dass du in meiner Band spielst, solange ich im Geschäft bin“). Dies tat W. S. Holland bis 1997, dem Jahr, in dem Johnny Cash aus gesundheitlichen Gründen das Touren aufgeben musste. Für das An-All-Star-Tribute-to-Johnny-Cash-Konzert kehrte er 1999 zusammen mit Marshall Grant ein letztes Mal gemeinsam mit Johnny Cash in New York City auf die Bühne zurück. Holland starb im September 2020 im Alter von 85 Jahren.